# Comunitat de comunes de la Regió de Blain
La Comunitat de comunes de la Regió de Blain (en bretó Kumuniezh-kumunioù Bro Vlaen) és una estructura intercomunal francesa, situada al departament del Loira Atlàntic a la regió País del Loira però a la Bretanya històrica. Té una extensió de 213,16 kilòmetres quadrats i una població de 15.231 habitants (2010).

## Composició
Agrupa 4 comunes :
1. Blain
2. Bouvron
3. La Chevallerais
4. Le Gâvre